# Grande fiume artificiale

Schema del progetto dell'acquedotto

Il grande fiume artificiale (o GMR, acronimo della traduzione inglese Great Man-made River, in arabo النهر الصناعي العظيم) è un acquedotto libico che preleva acqua dolce di origine fossile dal Sahara libico per condurlo ai paesi della costa dello stato africano.

## Storia
L'opera idraulica è stata voluta da Muʿammar Gheddafi per portare acqua potabile alle città costiere del proprio Paese. Per fare ciò ha sfruttato l'enorme quantità di acqua fossile, 35 000 km³, presente a grande profondità nel Sahara libico, trasportandola per centinaia di chilometri verso le città costiere di Tripoli, Bengasi, Sirte, Tobruch, dove risiede il 70 per cento della popolazione.
Tale idea nacque negli anni ottanta e il progetto fu redatto dalla società americana Brown and Rooth. La realizzazione dell'opera venne affidata all'impresa sudcoreana Dong Ha.
Il 22 luglio 2011 lo stabilimento di Brega, uno degli stabilimenti dedicati alla produzione dei tubi impiegati nel progetto, fu colpito da bombardamenti della NATO. Nella successiva conferenza stampa del 26 luglio la NATO dichiarò che l'impianto veniva usato come deposito di materiale bellico e come base per il lancio di missili. 

## Dati tecnici

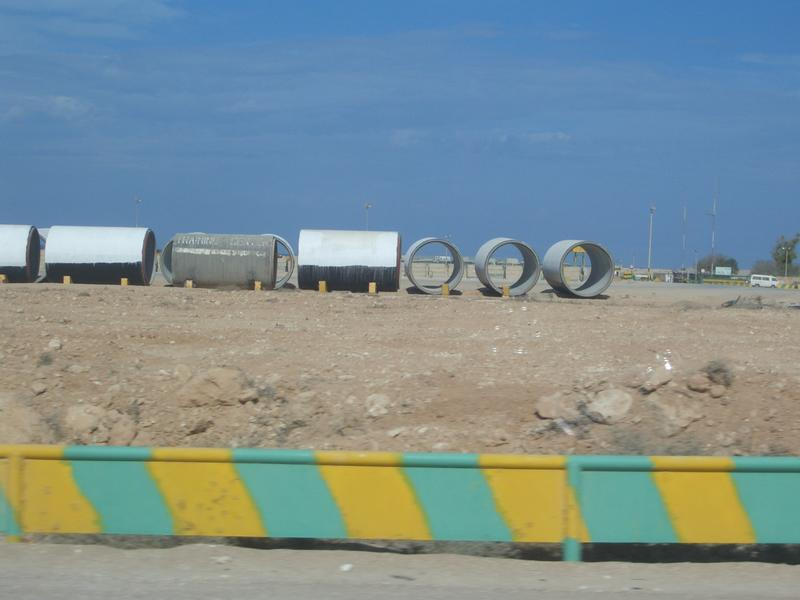
Momenti della costruzione del grande fiume

Tale opera idraulica, che risulta essere l'acquedotto più grande al mondo, è composta da 4000 km di condutture di calcestruzzo precompresso aventi un diametro di quattro metri. L'acquedotto è sepolto nella sabbia e ha una portata complessiva di sei milioni di metri cubi di acqua al giorno.

### Prime città servite
- 11 settembre 1989: Agedabia.
- 28 settembre 1989: Bacino Grand Omar Muktar.
- 4 settembre 1991: Al Gardabiya.
- 28 agosto 1996: Tripoli.
- 28 settembre 2007: Garian.